# Міжнародний конгрес жінок

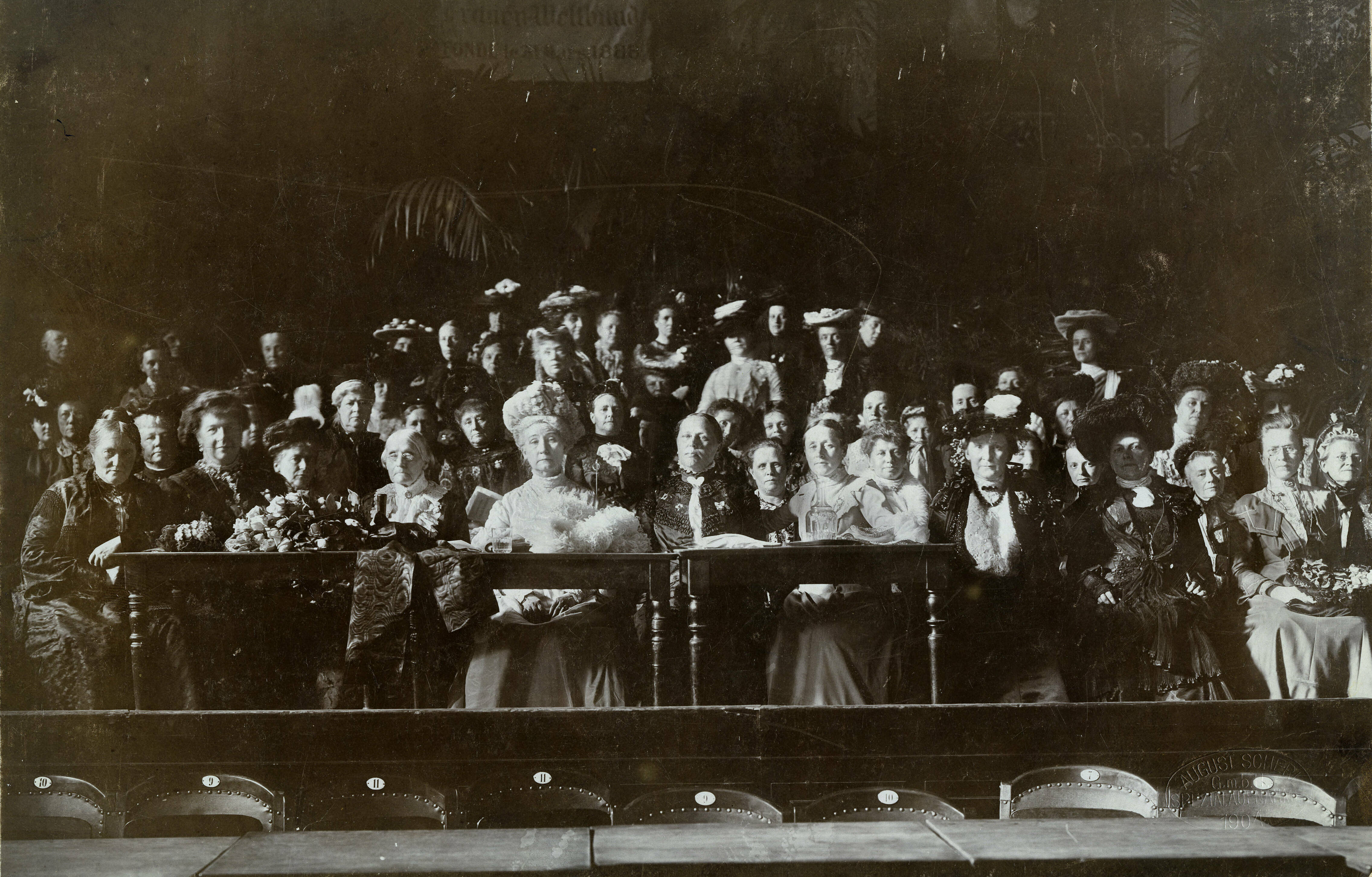
Офіцерки Національної та міжнародної ради жінок США на конгресі, що відбувся в Берліні, Німеччина, у червні 1904 року. У першому ряду за столиками (зліва направо) сидять жінки: Гелен Ленґ, Ішбель Абердін, Сьюзен Б. Ентоні, Мей Райт Сьюол, Каміль Відарт і Тереза Ф. Вілсон.

Міжнародний конгрес жінок — міжнародне зібрання національних груп жіночих рухів за виборче право з метою узгодження своїх активностей. Конгрес для жіночих організацій став способом створити офіційні засоби спілкування та надати жінкам більше можливостей ставити важливі питання, пов'язані з фемінізмом того часу. З 1878 року конгрес використовувався для низки феміністичних і пацифістських заходів. У ранніх конференціях брали участь кілька груп: Міжнародна рада жінок, Міжнародний альянс жінок і Міжнародна жіноча ліга за мир і свободу.

Перший Міжнародний конгрес з прав жінок зібрався в Парижі в 1878 році з нагоди третьої Всесвітньої паризької виставки. Історична подія, на якій були присутні багато представників, на зборах було ухвалено сім резолюцій, починаючи з ідеї, що «доросла жінка є рівною дорослому чоловікові». Тема виборчого права жінок на Конгресі свідомо уникала, оскільки вона була надто дискусійною та підтримана не всіма присутніми. Юбертіна Оклер написала промову, в якій закликала надати французьким жінкам право голосу, але їй не дозволили виступити з нею в Конгресі. Натомість вона опублікувала її пізніше. Емілі Вентурі виголосила пам'ятну заключну промову, в якій заявила
Минулого вечора один джентльмен, який виглядав дещо скептично щодо переваг нашого конгресу, запитав мене: "Ну, мадам, яку велику істину ви проголосили світові?". Я відповіла йому: "Місье, ми проголосили, що жінка - це людина". Він розсміявся. "Але, мадам, це ж банальність". Так і є. Але коли ця банальність... буде визнана людськими законами, обличчя світу зміниться. Звісно, тоді нам не потрібно буде збиратися на конгреси, щоб вимагати прав жінок.

## Лондон, 1899 рік
У 1899 році Міжнародний конгрес жінок зібрався разом із Міжнародною радою жінок у зв'язку з її 2-ю п'ятирічною зустріччю. Конгрес було поділено на 5 секцій — кожна зі своїм окремим напрямком програмування: освітня, професійна, політична, соціальна, промислова та законодавча. Протоколи Конгресу були відредаговані тодішньою графинею Абердінською, яка була президенткою Міжнародної ради жінок на час проведення конгресу, і опублікована в комплекті разом зі Звітом про діяльність Ради з 2-ї п'ятирічної зустрічі Міжнародного конгресу жінок.

## Берлін, 1904 рік
Ця конференція була зосереджена на чотирьох основних секціях; освіта, соціальна робота/установи, правове становище жінок (особливо виборче право), а також професії/можливості роботи, доступні для жінок. Офіцерки Німецької ради жінок були призначені відповідальними за цю конференцію. На цій конференції було засновано Міжнародний жіночий виборчий альянс (IWSA). Єдиною чорношкірою жінкою, яка була присутня на цій конференції та виступала на ній, була Мері Черч Террелл — співзасновниця і перша президентка Національної асоціації кольорових жінок у Вашингтоні, округ Колумбія. Вона також була на конференції в Цюріху в 1919 році. На Берлінській конференції Мері Черч Террелл виступила з промовою під назвою «Прогрес і проблеми кольорових жінок».

## Амстердам, 1908 рік
Серед багатьох присутніх на амстердамському скликанні Міжнародного конгресу жінок була Ізабелла Форд. Іншою важливою фігурою жіночого руху початку 1900-х років, яка виступала на цій конференції, була Керрі Чепмен Кетт. Під час дискусії на конференції вона говорила про важливість того, щоб жіноча історія була частиною світової історії.
Щоб відвідати цю конференцію в Амстердамі та почути все про успіх Міжнародного конгресу жінок до неї доєдналися жінки з Південної Африки та Австралії. Також був присутній представник чоловічої статі від «Чоловічої ліги Великобританії за надання прав жінкам» (див. Чоловіча ліга за виборче право жінок).

## Торонто, 1909 рік
Цей конгрес відбувся під егідою Національної ради жінок Канади відразу після 4-ї п'ятирічної зустрічі Міжнародної ради жінок. Відбулися сесії з питань освіти, мистецтва, охорони здоров'я, промисловості, законів про жінок і дітей, літератури, професій для жінок, соціальної роботи та моральної реформи. Серед відомих доповідачок були Джейн Аддамс, Елізабет Кедбері, Анна Хвослеф, Міллісент Левесон-Ґавер, герцогиня Сазерлендська, Розалі Слотер Мортон, Еліза Річі, Еліс Саломон і Мей Райт Сіволл.

## Стокгольм, 1911 рік
Цю конференцію очолила Керрі Чепмен Кетт. Саме на цій конференції в Стокгольмі (1911) вісім чоловіків об'єдналися і створили Міжнародний чоловічий альянс за виборче право жінок. Ці чоловіки походили з Великої Британії, США, Франції, Німеччини та Голландії.

## Гаага, 1915 рік
У той час, коли планувалося проведення цієї конференції, Перша світова війна була в розпалу, і конференція мала відбутися в Берліні 1915 року, але війна змінила ці плани. Хоча війна могла спричинити перенесення конференції, саме війна надихнула цю зустріч Конгресу. Цей конгрес — більш відомий і званий Жіночим конгресом за мир або просто Гаазьким конгресом — був частиною жіночого руху за мир. Понад 1300 делегаток із 12 країн зібралися на цій конференції, щоб обговорити та скласти пропозиції — засновані на тактиці переговорів — щодо припинення Першої світової війни. Три основні учасники конференції зі Сполучених Штатів, які взяли участь, були лауреат Нобелівської премії миру Лаура Джейн Аддамс, яка була присутня як президент Жіночої партії миру (яка була попередницею Міжнародної жіночої ліги за мир і свободу) та інші лауреатки Нобелівської премії миру, професорка Емілі Грін Балч та Еліс Гамільтон.
Серед інших учасників були Ліда Ґустава Гейманн, одна з 28 делегаток з Німеччини; Еммелін Петік-Лоуренс, Емілі Гобгаус і Крістал Макміллан з Великої Британії; Росіка Швіммер, угорська пацифістка та феміністка, лауреат Всесвітньої премії миру в 1937 році. Ще одним голосом під час цієї конференції, який говорив з іншими європейськими жінками про сприяння миру, була Алетта Якобс з Голландії та Емілія Фогельклоу. Алетта Якобс стала активною борчинею проти війни і закликала інших жінок по всьому світу робити те саме. Вона була тими жінками, які запросили на конференцію в Нідерландах Жіночу партію миру, де Джейн Аддамс фасилітувала зустріч і залучила різні групи жінок, щоб представити свої версії мирних резолюцій у різних країнах.
Єдиною делегаткою з Італії, яка відвідала цю конференцію була Роза Дженоні. Вона представляла низку італійських жіночих організацій, і вона була однією із делегаток, призначених посланцями для відвідин воюючих і невоюючих урядів після Конгресу, щоб виступати за припинення війни.
Протягом конференції французькі жінки відмовилися від участі в ній; вони заявили про свій намір не брати участь і не підтримувати Конгрес. Запланована британська делегація із 180 осіб була значно скорочена через призупинення британським урядом комерційного поромного сполучення між Фолкстоном і Вліссінгеном. та їхнє небажання видавати паспорти запропонованим делегаткам.
У вересні 1915 року делегація поїхала до Сполучених Штатів, щоб зустрітися з президентом Вудро Вільсоном, щоб представити пропозицію щодо «Ліги нейтральних країн», яка могла б допомогти в посередництві для припинення війни.

## Цюріх, 1919 рік
Ця конференція відбулася одночасно з Паризькою мирною конференцією у Версалі та прийняла понад 200 жінок із 17 країн. Один із членів прокоментував, що німецька делегація була «в шрамах і зморщених голодом і нестатками, їх було ледве впізнати». На цій конференції жінки з Міжнародного конгресу жінок перегрупувалися, щоб створити нову організацію — Міжнародну жіночу лігу за мир і свободу. Головні цілі, поставлені Жіночою міжнародною лігою за мир і свободу на Цюрихській конференції, базувалися на просуванні миру, створенні рівності та встановленні практик, які сприяють об'єднанню світу. Джейн Аддамс була координатором Цюрихського конгресу. Саме на цьому засіданні Міжнародна жіноча ліга за мир і свободу пояснила свою точку зору щодо того, як Версальський договір міг покласти край Першій світовій війні, але він базувався на планах, які могли призвести до нової війни.

## Відень, 1921 рік
Цей з'їзд завершився короткою резолюцією під назвою «Ревізія мирних договорів»:
Вважаючи, що мирні договори містять зачатки нових війн, цей Конгрес заявляє про необхідність перегляду мирних умов і вирішує зробити цей об'єкт своїм головним завданням.